# Amtsbezirk Gloggnitz
Der Amtsbezirk Gloggnitz war um die Mitte des 19. Jahrhunderts eine Verwaltungseinheit im Viertel unter dem Wienerwald in Niederösterreich.
Der Amtsbezirk war der Kreisbehörde in Wiener Neustadt unterstellt und besorgte deren Amtsgeschäfte vor Ort. Die Zuständigkeit erstreckte sich neben Gloggnitz auf die damaligen Gemeinden Altendorf, Breitenstein, Buchbach, Ober-Danegg, Enzenreith, Grafenbach, Köttlach, Kranichberg, Pottschach, Prigglitz, Raach, Reichenau, Schottwien, Tachenberg, Thiermannsdorf, St. Valentin, Vöstenhof und Wimpassing.
Der Amtsbezirk umfasste dabei 19 Gemeinden mit 12.824 Einwohnern (lt. Zählung von 1851).